# Демянский уезд
Демя́нский уезд — один из уездов Новгородской губернии. Уездный город — Демянск.
По площади уезд занимал 4120,2 квадратных вёрст. Население по состоянию на 1890 год — 68,9 тыс. человек.

## География

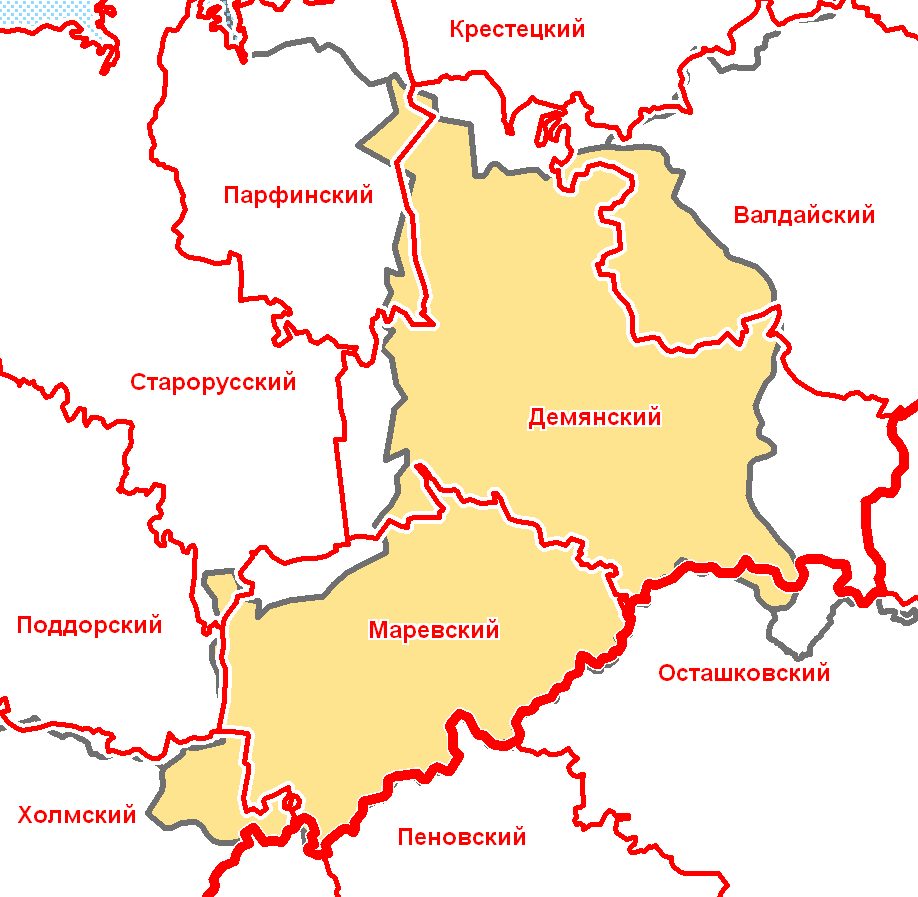
Демянский уезд в современной сетке районов

Уезд был расположен на территории исторической Деревской пятины Новгородской земли. Северо-западная часть уезда вдоль течения рек Полы и Поломети представляла собой плоскую лесистая низину, со множеством болот, юго-восточная часть — холмиста (Валдайская возвышенность) и безлесна.

## История
Учрежден 7 августа 1824 года. В него вошли часть Старорусского уезда, волости Валдайского и Крестецкого уезда Новгородской губернии и волости Холмского уезда Псковской губернии.

## Административное устройство
В 1890 году в состав уезда входило 12 волостей
| № п/п | Волость        | Волостное правление | Число селений | Население |
| ----- | -------------- | ------------------- | ------------- | --------- |
| 1     | Велильская     | с. Велилы           | 108           | 5093      |
| 2     | Ильино-Горская | с. Ильина Гора      | 37            | 6886      |
| 3     | Костьковская   | д. Костьково        | 33            | 4170      |
| 4     | Луженская      | с. Лужно            | 46            | 9153      |
| 5     | Луцкая         | д. Глебовщина       | 25            | 3716      |
| 6     | Моисеевская    | д. Моисеево         | 81            | 6381      |
| 7     | Молвотицкая    | с. Молвотицы        | 77            | 7846      |
| 8     | Полновская     | с. Полново          | 33            | 4829      |
| 9     | Польская       | с. Поля             | 41            | 4681      |
| 10    | Семеновская    | с. Семёновщина      | 40            | 9272      |
| 11    | Филиппогорская | с. Филиппова Гора   | 37            | 7280      |
| 12    | Черноручейская | с. Чёрный Ручей     | 13            | 2730      |

В 1913 году в состав уезда входило 19 волостей, образована Вельевская волость (с. Вельё), упразднена Черноручейская волость.
Уезд, кроме Демянска, включал в себя ещё несколько сравнительно крупных населённых пунктов: станции Московско-Виндаво-Рыбинской железной дороги — Лычково и Любницы, село Молвотицы и село Полново.

## Религия
В 1914 году Демянском уезде было три благочинных округа Новгородской епархии. В двух было по 13 приходов, а в одном — 11. В 1865 году в Демянском благочинии было 34 церкви (из них 21 каменная) и 58 часовен.

## Образование
В 1890 году в уезде было 29 школ, из них:
- министерства народного посвящения — 7 одноклассных и одна двухклассная,
- 18 земских школ,
- 3 церковно-приходские школы.

Учеников в этих школах тогда было — 1357, что составляло 19 % общего числа детей школьного возраста.

## Достопримечательности
- Княжна гора — городище в виде холма, у села Пески, близ Демянска.

## Люди, связанные с уездом

### Уроженцы
- Преображенский, Павел Иванович — геолог, первооткрыватель Верхнекамского месторождения калийно-магниевых солей, министр народного просвещения в правительстве Колчака.
- Успенский, Николай Дмитриевич — советский литургист и музыковед, специалист в области древнерусского певческого искусства, византийской музыки, гимнографии; профессор Ленинградской духовной академии.
- Новорусский, Михаил Васильевич — российский революционер, участник покушения на Александра III, впоследствии — русский писатель и просветитель.

## Уездные предводители дворянства[4]
| Ф,И,О                           | Должность          | Года      |
| ------------------------------- | ------------------ | --------- |
| Азарьев Александр Васильевич    |                    | 1824-1827 |
| Бровцын Александр Евдокимович   | Поручик            | 1827-1830 |
| Шамшев Пётр Васильевич          | Служащий 12 класса | 1830-1833 |
| Оклечеев Василий Александрович  | Капитан-лейтенант  | 1833-1839 |
| Норманский Александр Васильевич | Подполковник       | 1839-1845 |
| Дирин Пётр Николаевич           | Штабс-ротмистр     | 1845-1853 |
| Буткевич Николай Александрович  | Генерал-майор      | 1853-1854 |
| Вараксин Нил Николаевич         | Капитан-лейтенант  | 1854-1857 |
| Буткевич Николай Александрович  | Генерал-майор      | 1857-1860 |
| Обресков Николай Михайлович     | Надворный советник | 1860-1866 |
| Обрезков Дмитрий Николаевич     | Штабс-ротмистр     | 1866-1869 |
| Шамшев Николай Петрович         | Поручик            | 1869-1871 |
| Де-Виленев Николай Петрович     | Штабс-капитан      | 1872-1875 |
| Сиренко Георгий Абрамович       | Капитан-лейтенант  | 1875-1895 |
| Карпов Ростислав Алексеевич     | Статский советник  | 1895-1907 |
| Дирин Павел Николаевич          | Надворный советник | 1907      |